# Лландейловський ярус
Лландейловський ярус, Лландейло (рос. лландейловский ярус, лландейло; англ. Llandeilian, нім. Llandeilo n, Llandeilien n) – четвертий знизу ярус ордовикської системи. Від назви міста Llandeilo в Уельсі (Велика Британія).
Вперше Лландейловський ярус був описаний і названий сером Родеріком Мерчісоном з околиць Llandeilo в Кармартеншир. Лландейловський ярус складається з серії синюватих порід, сланців, вапняних плит і пісковиків. Вапняк середній частині іноді називають "вапняком Llandeilo"; у верхній частині Лландейловського яруса наявні інтеркаляції вулканічних порід.